# Lunar Orbiter 3
De Lunar Orbiter 3 was een onbemand ruimtevaartuig en maakte deel uit van het Lunar Orbiterprogramma. De belangrijkste taak was om vlakke gedeelten van het maanoppervlak te fotograferen, zodat NASA veilige landingsplaatsen kon selecteren voor het Surveyorprogramma en het Apolloproject. Het was tevens uitgerust om straling te meten, micrometeorieten te detecteren en landmeetkundige informatie te verzamelen.
Het ruimteschip kwam op 8 februari 1967 om 21:54 UT in een elliptische baan rond de maanevenaar. De baan was 210.2 x 180,19 km met een inclinatie van 20.9 graden en een omlooptijd van 3 uur en 25 minuten. Na vier dagen (25 omlopen) werd de baan veranderd in 55 x 1847 km. Het ruimteschip maakte foto’s van 15 februari tot 23 februari 1967; de foto’s werden op aarde ontvangen vanaf 2 maart 1967. Omdat het filmtransportmechanisme in deze periode fouten vertoonde, ging men ertoe over de gegevens eerder binnen te halen dan gepland. Tot 4 maart werden de opnamen met succes doorgeseind, maar toen brandde het motortje van het filmtransport door, waardoor men 25% van de opnamen niet naar de Aarde kon verzenden.

## Resultaten
In totaal werden er 149 overzichtsopnamen en 477 detailopnamen naar de Aarde gestuurd. De opnamen waren uitstekend van kwaliteit, met een oplossend vermogen van een meter. Op de plek van landing van Surveyor 1 kon het scheepje op het oppervlak worden herkend. Alle experimenten aan boord van de Lunar Orbiter 3 leverden betrouwbare gegevens op. Ten slotte werd het ruimtevaartuigje nog gebruikt om ervaring op te doen met het volgen van een ruimteschip, totdat het 9 oktober 1967 insloeg op de Maan, 14,3 graden NB, 97,7 graden WL
| Maanfoto’s               | Evaluatie van landingsplekken voor Apollo en Surveyor    |
| Meteoriet detectoren     | Detectie van micrometeorieten in de omgeving van de maan |
| Cesium Jodide dosimeters | Straling meten op de weg naar en rond de maan            |
| Selenodesie              | Zwaartekrachtveld en fysieke eigenschappen van de maan.  |